# ميافورد (أونتاريو)
ميافورد، أونتاريو (بالإنجليزية: Meaford)‏ هي مدينة كندية تقع في مقاطعة أونتاريو. تبلغ مساحة هذه المدينة 588.4668 (كم²)، ويبلغ عدد سكانها 10948 نسمة حسب إحصاء سنة 2006 م، بينما كان يسكنها 10381 نسمة في سنة 2001 م. تحتل هذه المدينة المرتبة رقم 345 بين مدن كندا حسب عدد السكان والمرتبة رقم 131 في المقاطعة. نما عدد السكان في هذه المدينة بنسبة (5.5) بين العامين المذكورين.

## أعلام
- كيث بيسل
- كلارنس أوين كوبر
- غلين سميث
- دون ونايت
- دارين بانج

## وصلات خارجية
- الأطلس الحكومي لكندا
- إحصاءات كندا مع ساعة تعداد السكان